# Ivana Christová
Ivana Christová (ur. 10 sierpnia 1970 w Preszowie) – słowacka piosenkarka i modelka. 
W młodości śpiewała w zespole Prešovčatá, a później w grupie folklorystycznej Šarišan. W 1989 roku została zwyciężczynią konkursu Miss Czechosłowacji.